# 1364

## Esdeveniments
- Tamerlà ocupa Samarcanda i en fa la seva capital.

## Naixements
- 11 de setembre, Venècia: Christine de Pisan, poeta i filòsofa, primera escriptora professional a França.[1]

## Necrològiques
- 25 de maig, Barcelonaː Francesca Saportella, abadessa de Santa Maria de Pedralbes de 1336 fins a la seva mort.[2]
- 19 de juliol: Elisenda de Montcada, vídua del rei Jaume II el Just i fundadora del Monestir de Pedralbes.[3]